# Esami imperiali

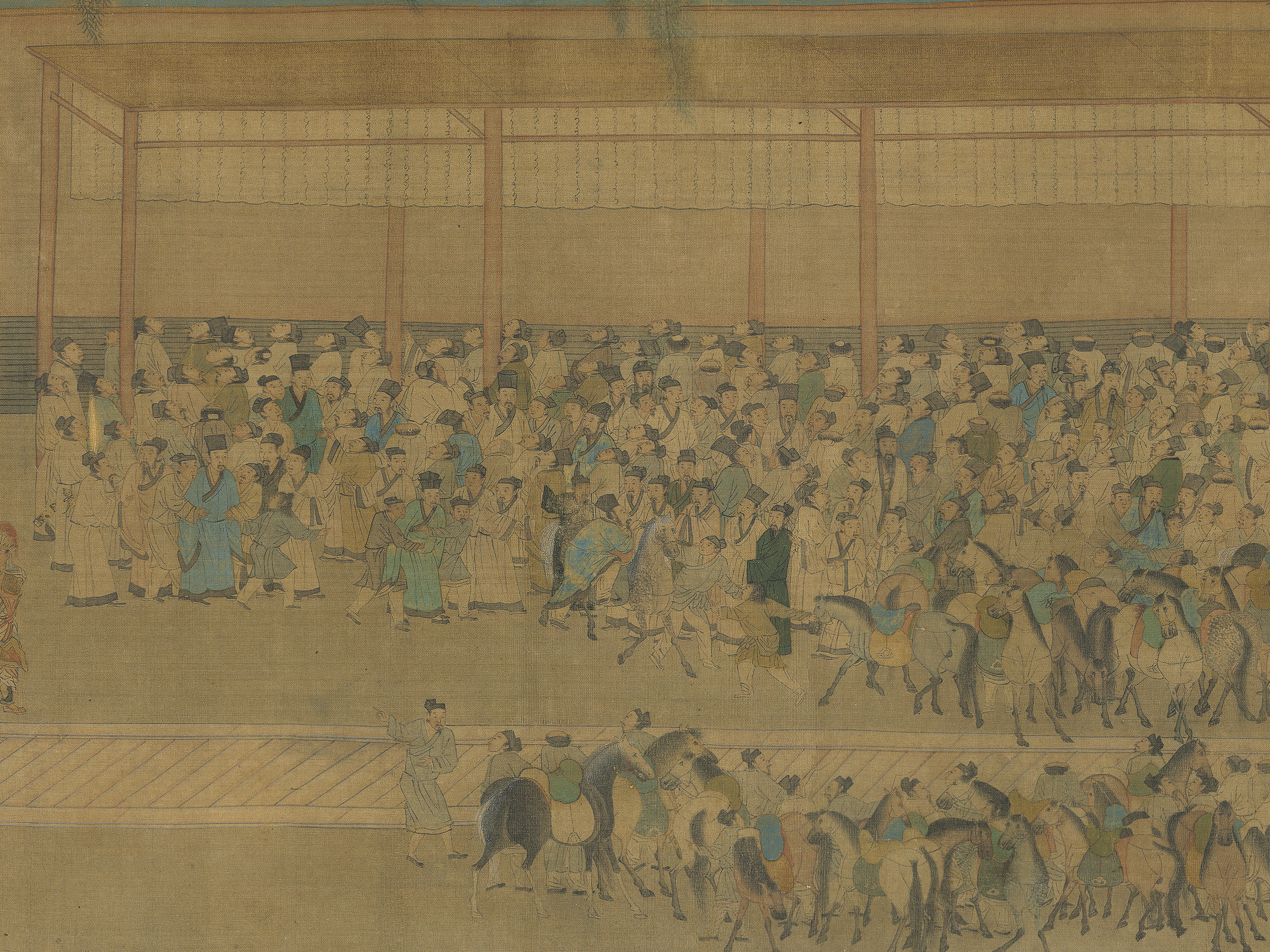
I candidati per l'esame si affollano attorno al muro dove sono stati resi noti i risultati (1540 circa)

Gli esami imperiali (科舉T, 科举S, kējǔP), nella Cina dinastica, costituivano il sistema con cui venivano selezionati i funzionari dell'apparato burocratico statale tra la popolazione dell'Impero cinese.

## Storia
Durante la dinastia Han (206 a.C. - 221 d.C.) si ebbe la prima forma di sistema degli esami con l'Università Imperiale (Wudi nel 124 a.C.), prima forma di esami scritti.
Dalla sua istituzione nel 605 sotto la dinastia Sui a partire dal 595 si svolsero i primi esami scritti - tenuti dal Ministero del Personale - per l'attribuzione del titolo di xiucai (ingegno fiorente); negli anni successivi furono organizzati altri tipi di esami per l'attribuzione dei titoli di mingjing (esperto nei Classici) e di jinshi (studioso introdotto). L'esame più importante era quello per il titolo di xiucai, che richiedeva conoscenza più ampie e più generali; la padronanza di determinate opere classiche e l'abilità nella composizione letteraria erano rispettivamente i requisiti necessari per potere conseguire i titoli di mingjing e di jinshi.
Gli esami per la selezione dei funzionari si inquadravano nell'ambito della politica centralizzatrice perseguita dai Sui. Se il loro obiettivo era in parte quello di favorire l'ingresso nell'apparato burocratico di persone dotate e capaci, provenienti da ogni regione dell'Impero, sarebbe errato ritenere che essi potessero incidere in modo rilevante sulla base sociale da cui provenivano i funzionari. Nel periodo Tang (618 - 907) si andò sviluppando e consolidando un sistema di reclutamento attraverso gli esami, già attuato con la dinastia precedente. È stato rilevato che fu soprattutto l'imperatrice Wu Zetian a promuovere la riorganizzazione di tale sistema e a favorire la formazione di un nuovo corpo di funzionari con una coscienza comune fondata sul medesimo tipo di educazione e sulla consapevolezza del valore superiore della cultura come strumento di elevazione sociale. Grazie al prestigio di cui godevano, i funzionari provvisti di titoli accademici, benché costituissero una minoranza all'interno dell'apparato burocratico, finirono col monopolizzare le cariche più elevate che in passato erano state appannaggio dell'alta borghesia. Lo sviluppo del sistema di reclutamento attraverso gli esami costituì uno strumento di cui si servì l'imperatrice Wu per sviluppare la sua politica centralizzatrice, lei impose come testo obbligatorio nel 693 un proprio componimento (Norme per i funzionari, Chengui) in cui la relazione tra il sovrano e il ministro veniva posta al di sopra di quello tra padre e figlio.
Gli esami regolari keju si tenevano di norma una volta l'anno e potevano essere di venti tipi diversi. I principali tuttavia erano cinque e i più importanti dei quali permettevano di conseguire i titoli di (esperto nei Classici) (mingjing) e di (studioso introdotto) (jinshi); per superare tali esami, era necessario dimostrare una vasta erudizione sui Classici confuciani e una notevole abilità letteraria. Verso la fine della dinastia, il titolo di jinshi divenne il più ambito e il più prestigioso. Gli altri esami più o meno comuni erano quelli che accertavano l'abilità calligrafica o le conoscenze matematiche e giuridiche, e in generale non consentivano l'accesso a cariche elevate. I candidati agli esami potevano essere aristocratici o figli di funzionari, oppure potevano essere presentati dai Prefetti, i quali avevano il compito di verificarne preliminarmente la preparazione.
Il numero dei candidati era di volta in volta fissato dal governo sulla base di un principio di distribuzione territoriale. Accanto agli esami regolari, si tenevano anche delle prove irregolari (zhiju), riservate di norma a un numero molto limitato di candidati, proposti da alti dignitari o dai Prefetti. Il superamento degli esami o la conclusione degli studi in una delle scuole della capitale conferivano lo status di funzionario, ma non comportavano automaticamente l'assegnazione di una carica effettiva. Il sistema degli esami durò 1 300 anni fino alla sua abolizione nel 1905 sotto i Qing, alla fine dell'età imperiale. 
Per assicurare l'obiettività della valutazione, i candidati erano identificati con numero invece che con il nome, e i testi prodotti durante l'esame venivano riscritti da una terza persona prima di essere valutati, per mascherare la grafia dell'esaminato. Il sistema ha promosso per secoli una certa mobilità delle classi sociali. Creava anche un divario tra gli intellettuali educati nel confucianesimo classico e le persone di ordinaria estrazione sociale.  Comunque, durante alcune dinastie, il sistema degli esami imperiali fu abolito, semplicemente mettendo in vendita i posti dei funzionari, cosa che incrementò la corruzione e abbassò il livello di moralità dell'apparato statale.
Ad esempio, il sistema degli esami fu abbandonato per un certo periodo di tempo durante la dinastia Yuan e durante il Regno Celeste della Grande Pace.  L'abolizione definitiva avvenne dopo la caduta della dinastia Qing, anche se continuano a esistere procedure e istituti simili, come l'esame Yuan nella Repubblica cinese (Taiwan).

## Funzione sociale

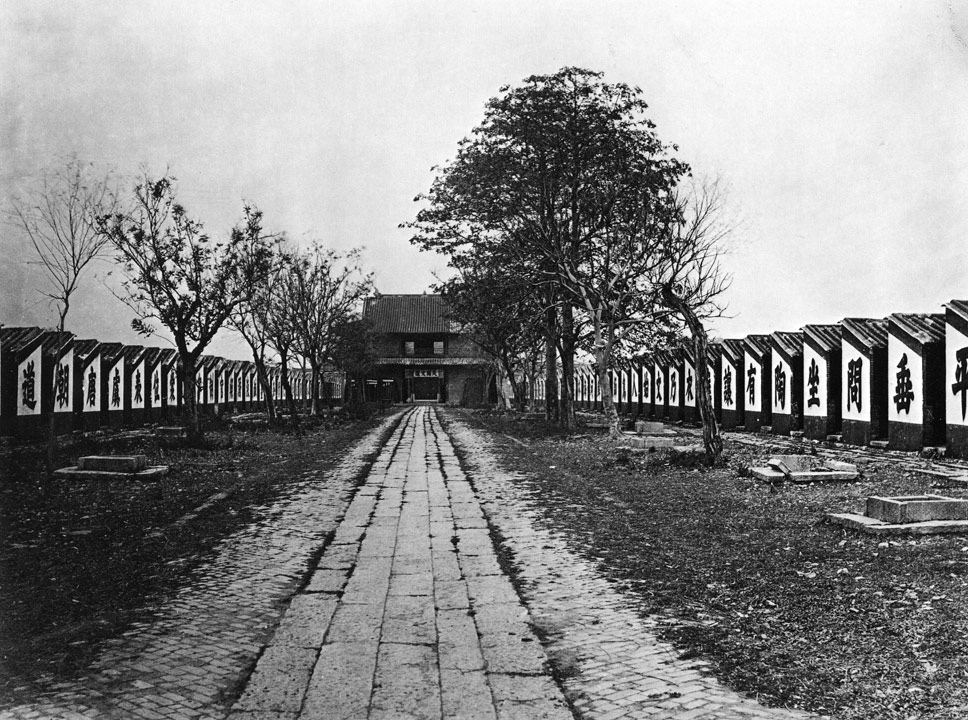
Largo degli esami con 7 500 celle, Guangdong, 1873

Verso la fine della Cina imperiale, lo stato delle élite di livello locale era ratificato da un contratto con il governo centrale, che manteneva un monopolio sui titoli più prestigiosi della società. Il sistema di esami e i metodi di arruolamento per la burocrazia centrale erano dei meccanismi importanti attraverso i quali il governo centrale manteneva la fedeltà delle élite a livello locale. La fedeltà, a sua volta, assicurava l'integrazione dello stato cinese e ostacolava le tendenze verso autonomie regionali o la rottura del sistema centralizzato. Il sistema di esami distribuiva i suoi premi secondo quote provinciali e prefetturali, un sistema che implicava un arruolamento dei funzionari imperiali dall'intero paese, in numeri grosso modo proporzionali alla popolazione di ciascuna provincia. Élite di tutta la Cina, anche nelle regioni periferiche svantaggiate, avevano l'opportunità di superare gli esami e raggiungere i benefici risultanti dall'ufficio detenuto.
Il sistema di esami serviva inoltre a mantenere l'unità culturale e il consenso sui valori di base. L'uniformità dei contenuti degli esami significava che la classe dirigente attraverso tutta la Cina veniva formata agli stessi valori. Anche se titoli e posti erano appannaggio solo di una piccola percentuale (circa il 5%) di coloro che li sostenevano, lo studio, l'auto-indottrinamento e la speranza di un'eventuale vittoria a un successivo esame serviva a sostenere gli interessi di coloro che li prendevano. Chi non riusciva a passare non perdeva ricchezza o levatura sociale a livello locale; come credenti dediti all'ortodossia confuciana, essi, pur senza i benefici degli incarichi di stato, servivano come insegnanti, patroni delle arti, e gestori di progetti locali come opere di irrigazione, scuole o istituti caritatevoli.
Verso la fine della Cina tradizionale, per questo, l'educazione veniva valutata in parte perché poteva venir eventualmente ripagata nel sistema di esami. Risultato complessivo di questo sistema di esami (e degli studi a essi associati) era l'uniformità culturale - identificazione degli istruiti con valori e obiettivi nazionali piuttosto che regionali. Questa consapevole identità nazionale è alla base del nazionalismo, così importante nella politica della Cina nel XX secolo.

## Tipologie
I tipi di attestato erano i seguenti (durante i Qing):
- Shēngyuán (生員), anche detto Xiùcái (秀才, hsiu-ts'ai, talento fiorente) e comunemente tradotto come licenziato, assegnato ogni anno a livello locale doveva essere periodicamente rinnovato attraverso nuovi esami, dava accesso alla classe degli Shên-shih.
- Jǔrén (舉人, chu-jen, uomo raccomandato), assegnato ogni tre anni a livello provinciale.
- Jìnshì (進士, chin-shi, studioso presentato), assegnato nella capitale ogni tre anni.